# Marco Ranieri
Marco Ranieri (* 20. Juli 1959 in Bari, Italien) ist Professor für Anästhesie und Reanimation an der Universität Bologna. Er erlangte während der COVID-19-Pandemie 2020 als Erfinder einer Doppelbeatmungsvorrichtung internationale Bekanntheit. Sein Forschungsgebiet umfasst insbesondere die Behandlung verschiedener Formen von akuter Atemnot, klinische Studien zur Wirksamkeit der mechanischen Beatmung und des extrakorporalen Kreislaufs, zu durch mechanische Beatmung entstandenen Schäden sowie zur Wirksamkeit pharmakologischer Eingriffe bei der Behandlung von akutem Atemnotsyndrom ARDS (Acute Respiratory Distress Syndrome). Er ist Autor von über 400 wissenschaftlichen Veröffentlichungen in seinem Fachgebiet.

## Akademische Ausbildung
Auf seinen Studienabschluss in Medizin und Chirurgie an der Universität Bari im Jahr 1985 folgte eine Spezialisierung in Anästhesie und Notfallmedizin, die er bis 1988 absolvierte. Anschließend führte er von 1989 bis 1991 ein Postgraduiertenstudium an der McGill University in Montreal, Kanada und am dortigen Royal Victoria Hospital durch.

## Karriere

### Akademisch
Seine akademische Laufbahn begann Ranieri an der Universität Bari, wo er von 1992 bis 2000 als „Assistant Professor“ lehrte. Von 1998 bis 2000 war er auch Gastprofessor an der University of Toronto in Kanada. Anschließend war er ein Jahr lang an der Universität Pisa als „Associate Professor“ tätig, bevor er 2001 an die Universität Turin wechselte, wo er bis 2015 einen Lehrstuhl belegte. Danach übte er bis 2018 die gleiche Funktion an der Universität La Sapienza in Rom aus, bis er schließlich dem Ruf an die Universität Bologna folgte, wo er seitdem beschäftigt ist.

### Klinisch
Nach seiner Tätigkeit von 1993 bis 2000 an der Poliklinik auf der Intensivstation und in der Anästhesie in Bari wechselte er von 2000 bis 2001 an das
Santa Chiara Krankenhaus in Pisa, wo er die Intensivstation leitete. Anschließend war er bis 2015 am Molinette Krankenhaus in Turin Direktor der Abteilung Anästhesie und Intensivmedizin. In den folgenden drei Jahren war er in gleicher Position im  Umberto I Krankenhaus in Rom tätig, bis er ab 2018 die Leitung der Intensivmedizin am Sant’Orsola Krankenhaus in Bologna übernahm.